# 兵庫県道540号飾磨港線
兵庫県道540号飾磨港線（ひょうごけんどう540ごう しかまこうせん）は、兵庫県姫路市を通る一般県道である。

## 概要
姫路市飾磨区中島の飾磨港から国道250号交点に至る。

### 路線データ
- 起点：姫路市飾磨区中島（飾磨港）
- 終点：姫路市飾磨区中島（中島交差点、国道250号交点）
- 総延長：2.536 km

## 地理

### 通過する自治体
- 姫路市

### 交差する道路
| 交差する道路 | 交差する場所 | 交差する場所      |
| ------------ | ------------ | ----------------- |
| 国道250号    | 飾磨区中島   | 中島交差点 / 終点 |

### 沿線
- 飾磨港
- 姫路南郵便局
- 飾磨警察署